# Kawęczyn (powiat zamojski)
Kawęczyn – wieś w Polsce położona w województwie lubelskim, w powiecie zamojskim, w gminie Szczebrzeszyn.
| SIMC    | Nazwa            | Rodzaj    |
| ------- | ---------------- | --------- |
| 0900726 | Młyn Kawęczyński | część wsi |

Wieś położona nad rzeką Wieprzem, w dogodnym położeniu komunikacyjnym, w części zachodniej wsi przebiega droga krajowa nr 74, w części wschodniej droga wojewódzka nr 858.
Prywatna wieś szlachecka położona była na przełomie XVI i XVII wieku w ziemi chełmskiej województwa ruskiego. W latach 1975–1998 miejscowość należała administracyjnie do województwa zamojskiego.
Wieś jest sołectwem w gminie Szczebrzeszyn. Według Narodowego Spisu Powszechnego z roku 2011 wieś liczyła 427 mieszkańców.
Wierni Kościoła rzymskokatolickiego należą do parafii św. Katarzyny w Szczebrzeszynie.

## Historia
Nota słownika z roku 1882 wymienia dwie wsie Kawęczyn i Kawęczynek nazywane także Kawęczyn Duży i Mały, zaś urzędowo Kawęczyn jako wieś z folwarkiem w powiecie zamojskim, ówczesnej gminie Zwierzyniec, parafii rzymskokatolickiej w Szczebrzeszynie a greckokatolickiej w Topólce. Administracyjnie wieś podlega III okręgowi sądowemu. Położona przy trakcie bitym ze Szczebrzeszyna do Zwierzyńca, odległa od Zamościa 25 a Zwierzyńca 9 wiorst. Do Biłgoraja wiorst 28.
Około 1882 roku wieś liczyła domów dworskich 2 zaś włościańskich 106, ludności katolickiej było 595 a rusinów 55 zajmując przestrzeni 1950 mórg.
Poprzedni spis dokonany w 1827 roku wykazał tu 79 domów zamieszkałych przez 459 mieszkańców. Folwark należał wówczas do dóbr Zwierzyniec. Według noty słownika „gleba ziemi przeważnie żytnia., piaskowata i
borowina, stan zamożnośoi średni, położenie więcej równe”.